# La Double Vie d'Eddie McDowd
Pour les articles homonymes, voir Double vie.
La Double Vie d'Eddie McDowd (100 Deeds for Eddie McDowd) est une série télévisée américaine en quarante épisodes de 25 minutes, créée par Mitchel Katlin et diffusée entre le 16 octobre 1999 et le 21 avril 2002 sur Nickelodeon.
En France, la série a été diffusée en 1999 sur France 3, puis dans KD2A sur France 2, puis sur Disney Channel et en 2010 sur France 5 dans l'émission Ludo. Au Québec, elle a été diffusée à partir du 1er septembre 2001 sur VRAK.TV.

## Synopsis
Eddie McDowd est un adolescent qui fait régner la terreur dans son collège. Excédé par ses mauvaises actions, un sorcier le transforme en chien et l'oblige à accomplir cent bonnes actions pour retrouver son apparence humaine. Comble du malheur, le sorcier s'arrange pour que seule la dernière victime (Justin) d'Eddie soit capable de le comprendre et de l'aider. Après quelques hésitations, celui-ci accepte de l'héberger en attendant que tout rentre dans l'ordre.

## Distribution
- Jason Dohring (humain) / Seth Green (saison 1) puis Jason Hervey (saisons 2 et 3) (chien) (VF : Axel Kiener) : Eddie McDowd
- Brandon Gilberstadt (VF : Donald Reignoux) : Justin Taylor
- Morgan Kibby (en) (VF : Dorothée Pousséo) : Gwen Taylor
- William Francis McGuire (VF : Marc François) : Doug Taylor
- Catherine MacNeal (VF : Blanche Ravalec) : Lisa Taylor
- Brenda Song (VF : Fily Keita) : Sariffa Chung
- Melanee Murray : Tori
- Danny Tamberelli (VF : Carol Styczen) : Spike Cipriano
- Richard Moll (VF : Michel Leroyer) : Le sorcier
- Diane Delano : Brenda May
- Josh Hammond (en) (VF : Benoît Du Pac): Flaco

## Épisodes

### Première saison (1999-2000)
1. Comme un chien (Tagged) : Eddie, un jeune gredin, est transformé en chien et doit accomplir cent bonnes actions pour redevenir humain. Seul le dernier humain qu'il a maltraité peut communiquer avec lui.
2. C'est dur de faire une bonne action (Dog Gone) : Eddie tente de retourner chez lui.
3. L'escapade (Dog Day Out) : Eddie tombe amoureux, ses propriétaires pensent qu'il est malade.
4. Sur les traces d'Halloween (All Howls Eve) : Justin s'apprête à fêter Halloween, sauf quand il oublie d'enchaîner Eddie.
5. Laissez-moi jouer au basket (Slam Punk) : Justin ne peut pas faire partie de l'équipe de basket.
6. Tricher n'est pas jouer (Cheaters Sometimes Prosper) : Justin gagne le droit de voir un film si son professeur d'Histoire lui donne une bonne note.
7. Clébard et voleur (Mutts and Robbers) : Eddie trouve un sac rempli d'argent mais pense que son propriétaire l'a volé. De son côté, Gwen essaie de regarder la télévision.
8. Un an égal sept (Dog Years) : Eddie découvre que les chiens vieillissent plus vite que les humains.
9. Une idylle touchante (Puppy Love) : Justin tombe amoureux.
10. Papa n'est pas un prof (The Students Are Revolting) : Le père de Justin remplace un professeur et ridiculise son fils.
11. Le faux héros (False Hero) : Eddie est à injuste titre, félicité d'avoir sauvé la vie d'un homme.
12. Une vie de chien (A Dog's Life) : Eddie et Justin sont victimes d'un accident. Seul Justin reçoit du réconfort.
13. Le retour de Gigi (Return Of Gigi) : L'amour d'Eddie revient et l'encourage à accomplir des bêtises.
14. Un nouveau compagnon de jeu (Meet the New Boss) : Eddie se lie d'amitié avec une dresseuse canine.
15. Eddie est un vilain menteur (Lie Like A Dog) : Eddie feint un chienapping mais lorsqu'il se fait vraiment enlever, Justin ne le croit pas.
16. Poisson d'avril (April Fools) : Le père de Justin est accusé de commettre des farces en tous genres.
17. Eddie chien policier (Good Cop, Bad Dog) : Eddie devient un chien policier.
18. Le Caïd (Big Dog) : Eddie se fait brutaliser.
19. L'anniversaire de Gwen (Fur Better Or Worse) : Justin se sent négligé durant la fête d'anniversaire de Gwen.
20. Noël canin (A Very Canine Christmas) : Le sorcier montre son passé à Eddie.

### Deuxième saison (2000-2001)
1. Familles, je vous aime [1/2] (Homeward Hound [1/2]) : Gwenn part en Angleterre et la famille de Justin accueille Tori, une anglaise.
2. Familles, je vous aime [2/2] (Homeward Hound [2/2]) : Suite de l'épisode précédent.
3. Rivalité amoureuse (Personal Trainer) : Justin et Eddie flashent sur la même fille.
4. Pour les beaux yeux de Tori (Eddie Loves Tori) : Eddie tombe amoureux de Tori.
5. Une étoile est née (A Star Is Born) : Eddie goûte à la grande vie.
6. Les deux ne font pas la paire (Matchmaking Mutt) : Tori s'essaye à la danse. Justin tombe amoureux d'une fille déjà prise.
7. La valse des souliers (So Shoe Me) : Eddie devient accro aux chaussures.
8. Malade comme un chien (Sick as a Dog) : Justin doit vendre de la réglisse pour la tombola. Eddie croit que ceux qui en mangent, deviennent malades et les Taylor essaient de vendre leur vieille voiture.
9. Adieu Ruby (Ruby) : Eddie rencontre un chien femelle qui possède le même sort que lui. Sauf qu'il ne lui reste plus qu'une bonne action à accomplir et Eddie va tout faire pour l'en empêcher.
10. Siffler n'est pas jouer (Whistle A Happy Tune) : Justin apprend la trompette et son père se fait aider par Eddie sur sa route.
11. Motus et babines cousues (You Talk Too Much) : Tori perd un objet fétiche et Eddie sa voix.
12. Un ami un peu trop cabot (Eye Of The Mongrel) : Eddie gagne une bonne action en forçant le propriétaire d'un chien à passer du temps avec lui.

### Troisième saison (2001-2002)
1. Né pour vaincre (Doggie Do Right) : Justin rejoint une équipe de catch.
2. Drôles d'oiseaux (Fowl Deeds) : Justin reçoit la visite de sa grand-mère qui ne fait que l'humilier. Pendant ce temps, Eddie essaye de récupérer l'oiseau de la grand-mère.
3. Les règles du jeu (Slap Shot) : Justin rejoint une équipe de hockey. Le capitaine lui mène la vie dure.
4. Le fou n'est pas celui qu'on pense (Dog Interrupted) : Les parents de Justin voient ce dernier parler à Eddie et font appel à un psychologue.
5. Où l'amitié va-t-elle se nicher ? (Welcome to the Doghouse) : Torri et Sarifa essaient de respecter une chaîne alors qu'Eddie dort désormais dans une niche.
6. Un professeur en colère (Teacher's Pet Peeve) : Alors que le reste de sa famille combat un rat, Justin affronte un vieux professeur acariâtre.
7. À l'eau à l'eau (Deep Blue Deed) : Justin découvre qu'Eddie ne sait pas nager.
8. Le secret de Justin (Lost and Found) : Eddie décide d'abandonner ses bonnes actions et le Sorcier ne peut plus le contrôler. Il se fait alors démettre de ses fonctions.

## Commentaires
La série fut arrêtée en 2002 alors qu'Eddie devait encore accomplir 60 bonnes actions d'où le chiffre 60 qui apparait au dernier épisode.

## DVD
L'intégrale de la saison 1 est sortie en coffret de 4 DVD le 21 septembre 2006, et un DVD de 5 épisodes est également sorti le 14 juin 2007.